# Lewis Sperry

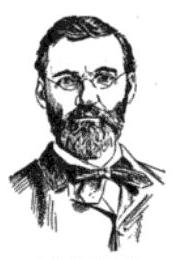
Lewis Sperry

Lewis Sperry (* 23. Januar 1848 in East Windsor, Hartford County, Connecticut; † 22. Januar 1922 ebenda) war ein US-amerikanischer Politiker. Zwischen 1891 und 1895 vertrat er den ersten Wahlbezirk des Bundesstaates Connecticut im US-Repräsentantenhaus.

## Werdegang
Lewis Sperry besuchte die Bezirksschule seiner Heimat, die Monson Academy in Massachusetts und dann bis 1873 das Amherst College in Amherst. Nach einem Jurastudium und seiner im Jahr 1875 erfolgten Zulassung als Rechtsanwalt begann er in Hartford in seinem neuen Beruf zu arbeiten.
Politisch war Sperry Mitglied der Demokratischen Partei. Im Jahr 1876 wurde er in das Repräsentantenhaus von Connecticut gewählt. Bei den Kongresswahlen des Jahres 1890 wurde Sperry im ersten Distrikt von Connecticut in das US-Repräsentantenhaus in Washington, D.C. gewählt, wo er am 4. März 1891 die Nachfolge des Republikaners William E. Simonds antrat. Nach einer Wiederwahl im Jahr 1892 konnte er bis zum 3. März 1895 zwei zusammenhängende Legislaturperioden im Kongress absolvieren. Bei den Wahlen des Jahres 1894 unterlag er dem republikanischen Kandidaten E. Stevens Henry.
Nach dem Ende seiner Zeit im US-Repräsentantenhaus war Lewis im Jahr 1899 amtierender Attorney General von Connecticut. Im Jahr 1902 war er Delegierter auf einer Versammlung zur Überarbeitung der Staatsverfassung. Von 1905 bis 1917 saß er im Gesundheitsausschuss seines Staates und war juristischer Berater des Autobahnausschusses. Außerdem arbeitete er wieder als Anwalt in Hartford. Sperry starb am 22. Juni 1922 in seiner Geburtsstadt East Windsor.